# وليد الطويرش
وليد إبراهيم الطويرش لاعب كرة قدم سعودي ، لعب سابقاً في نادي الشرق.